# زرشک شیلی
زرشک شیلی (نام علمی: Berberis actinacantha) نام یک گونه از سرده زرشک است.